# Neriene birmanica
Espèce
Synonymes
- Linyphia birmanica Thorell, 1887
- Bathyphantes kashmiricus Caporiacco, 1935
- Ambengana complexipalpis Millidge & Russell-Smith, 1992

Neriene birmanica est une espèce d'araignées aranéomorphes de la famille des Linyphiidae.

## Distribution
Cette espèce se rencontre en Inde, en Birmanie, en Chine, au Laos et en Indonésie.

## Étymologie
Son nom d'espèce lui a été donné en référence au lieu de sa découverte, la Birmanie.

## Publication originale
- Thorell, 1887 : Viaggio di L. Fea in Birmania e regioni vicine. II. Primo saggio sui ragni birmani. Annali del Museo civico di storia naturale di Genova, vol. 25, p. 5-417 (texte intégral).